# Vinça (kanton)
Vinça var en fransk kanton fra 1790 til 2015 beliggende i departementet Pyrénées-Orientales i regionen Languedoc-Roussillon. Hovedparten (16) af kommunerne overgik til den nye kanton Le Canigou.
Vinça bestod i 2015 af 18 kommuner :
- Ille-sur-Têt
- Vinça (hovedby)
- Bouleternère
- Rodès
- Marquixanes
- Saint-Michel-de-Llotes
- Rigarda
- Joch
- Finestret
- Estoher
- Espira-de-Conflent
- Montalba-le-Château
- Boule-d'Amont
- Prunet-et-Belpuig
- Baillestavy
- Casefabre
- Glorianes
- Valmanya

42°34′08″N 2°34′41″Ø / 42.5688°N 2.578°Ø